# Кронеберг, Павел Александрович
Павел Александрович Кронеберг (4 марта 1889 — декабрь 1934) — военный деятель, участник Первой мировой войны, Гражданской войны. Командир-комиссар 82-й Пермской территориальной стрелковой дивизии.

## Биография
Родился 4 марта 1889 г. в Москве в дворянской семье. Отец был учителем. Кроненберг - в приказах по Военному ведомству 1910, 1914 и 1915 гг. фигурирует фамилия Кронеберг (без второй буквы «н»).
Окончил в 1908 г. кадетский корпус.

### Служба в Русской императорской армии
Поступил в Александровское военное училище. По окончании училища в 1910 г. был произведен в подпоручики и направлен в Петербург в Лейб-гвардии Финляндский полк.
В ноябре 1914 г. получил чин поручика и был переведен в 22-й мортирный артиллерийский дивизион 22-го армейского корпуса на должность командира батареи. В январе 1915 г. корпус убыл на Юго-Западный фронт. За отличие в боях 20 апреля 1915 г. поручик П. А. Кронеберг был награжден орденом Св. Анны 4-й степени с надписью «За храбрость».
После Февральской революции в 1917-1918 гг. избирался членом исполкома Лужского Совета рабочих и солдатских депутатов.

### В РККА
Весной 1919 г. был мобилизован на борьбу с Колчаком и отправлен на Восточный фронт. Летом 1919 г. в должности командира артиллерийского дивизиона в составе 21-й стрелковой дивизии П. А. Кронеберг участвовал в освобождении от колчаковских войск Осы, Кунгура, Екатеринбурга. В августе, после выхода на линию железной дороги Челябинск – Курган, началась поэтапная переброска частей дивизии на Южный фронт.
В октябре-декабре 21-я стрелковая дивизия в составе 9-й армии ведет наступательные бои против деникинских войск. Дивизион П. А. Кронеберга участвует в освобождении городов Калач, Богучар,Миллерово,  Каменск, Шахты, Новочеркасск, Екатеринодар.
19 марта 1920 г. был назначен начальником артиллерии 21-й стрелковой дивизии и уже в новой должности участвовал в освобождении Новороссийска от остатков Добровольческой армии Деникина.
В мае 1920 г. 21-ю стрелковую дивизию перебросили на Западный фронт в район Борисова. Вскоре после выгрузки на ст. Крупки дивизия начала боевые действия против польских войск. П. А. Кронеберг в составе дивизии участвовал в наступлении на Варшаву и в последующем августовском отходе.

### Карьера в РККА после войны
7 февраля 1921 г. П. А. Кронеберг назначен помощником инспектора 4-й армии в Крыму, а затем начальником артиллерии береговой обороны войск Крыма. С июня того же года он начальник артиллерии 3-й стрелковой дивизии. В сентябре 1921 г.- начальник и военный комиссар артиллерийских курсов и школ. С этого момента длительный период его жизни связан с подготовкой артиллерийских кадров РККА.
В 1923-1928 гг. он возглавлял Киевскую артиллерийскую школу, попутно закончив в 1925 г. Курсы усовершенствования командного состава. В 1926 г. избирался членом Киевского горсовета. В 1928 г. был переведен в Главное артиллерийское управление РККА.
В 1930 г. назначен начальником артиллерии 3-й стрелковой Крымской дивизии, а в апреле 1931 г. — начальником артиллерии Приволжского военного округа. В период 1930-1931 гг. являлся членом Симферопольского горсовета и горкома ВКП(б), членом Крымского обкома ВКП(б) и членом ЦИК Крымской АССР, делегатом VI съезда Советов СССР и XV съезда Советов РСФСР.
Приказом НКО от 22 декабря 1933 г. П. А. Кронеберг был назначен командиром-военным комиссаром 82-й стрелковой дивизии.
В 1933-1934 гг. являлся члено бюро Пермского горкома ВКП(б) и членом Президиума Пермского горсовета.
В декабре 1934 г. — П. А. Кронеберг и дивизионный инженер В. А. Фонберг следовали в Свердловск для проверки боевой подготовки 245-го стрелкового полка и погибли при крушении поезда № 56 в районе ст. Кузино в Свердловской области. (см. сноску в литературе)
Командир 82-й Пермской территориальной стрелковой дивизии П. А. Кронеберг был похоронен на Егошихинском кладбище г. Перми

## Награды
- орден Св. Анны 4-й степени с надписью «За храбрость»
- Орден Красного Знамени

## Воинские чины и звания
- Нижний чин
- Поручик
- Командир-военный комиссар дивизии
- комдив